# UTC−8
| Ora standard (tot anul) Ora standard (iarna din emisfera nordică) Ora standard (iarna din emisfera sudică) | Regiune maritimă în acest fus orar Ora de vară (vara din emisfera nordică) Ora de vară (vara din emisfera sudică) |

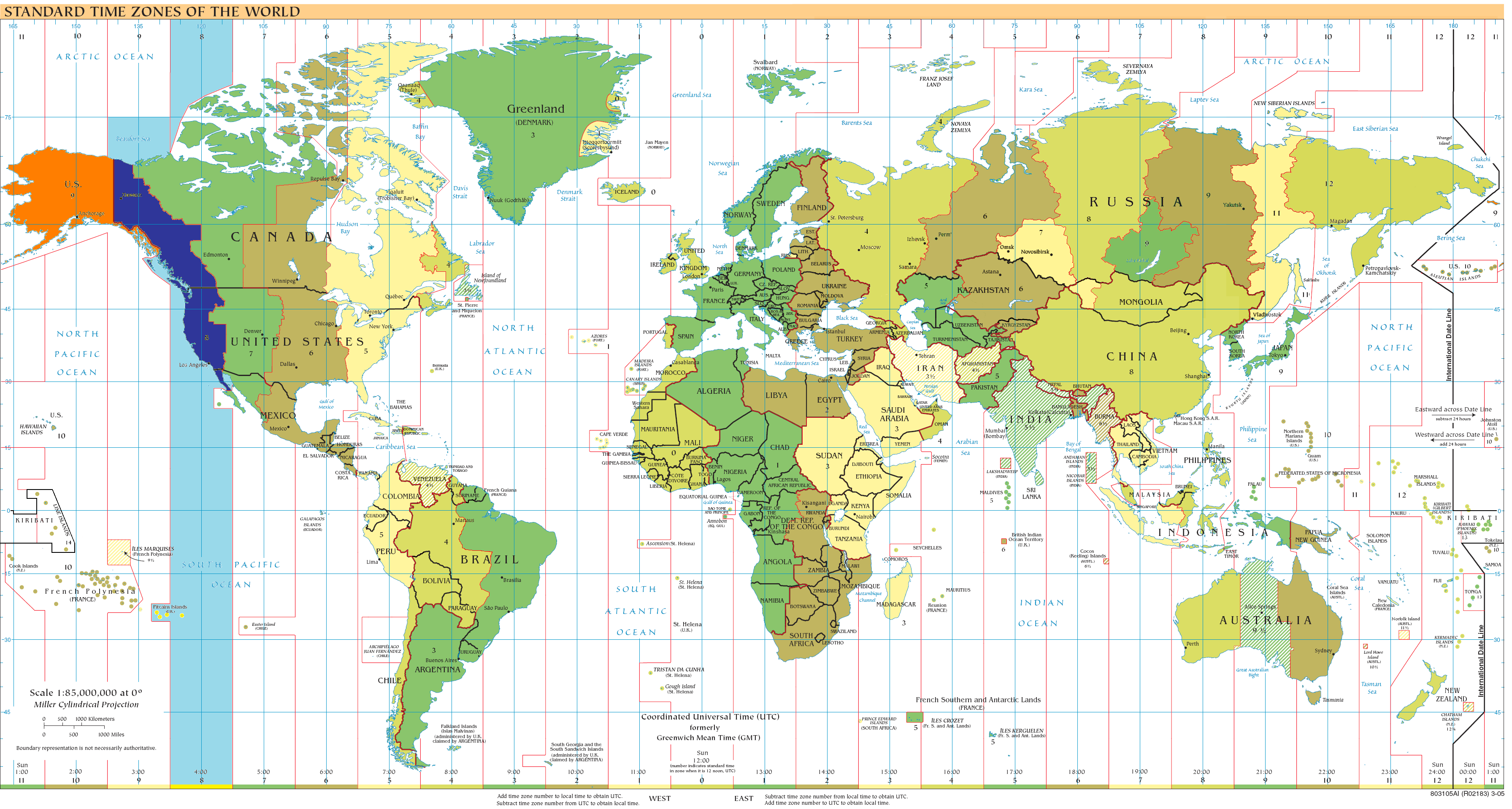
Utilizarea fusului orar UTC−8:

UTC−8 este un fus orar aflat cu 8 ore după UTC. UTC−8 este folosit în următoarele țări și teritorii:

## Ora standard (tot anul)
- Canada
  -  Teritoriile de Nordvest (doar Tungsten)
- Mexic
  - Insula Clarion
- Franța
  -  Insula Clipperton (nelocuit)
- Regatul Unit
  -  Insulele Pitcairn

## Ora standard (iarna din emisfera nordică)
Zona Noroeste: UTC−8 / ora de vară: UTC−7
     Zona Pacífico: UTC−7
     Zona Pacífico: UTC−7 / ora de vară: UTC−6
     Zona Centro: UTC−6 / ora de vară: UTC−5

- Canada (PST - Pacific Standard Time)
  -  Columbia Britanică (majoritatea provinciei)
  -  Yukon
- Mexic (Zona Noroeste)
  - Baja California
- Statele Unite ale Americii (PST - Pacific Standard Time)
  -  California
  -  Idaho (partea nordică)
  -  Nevada (fără West Wendover și Jackpot)
  -  Oregon (fără trei cartiere în comitatul Malheur)
  -  Washington

În vara aceste regiuni folosesc fusul orar UTC−7.

## Ora de vară (vara din emisfera nordică)
- Statele Unite ale Americii (AKDT -  Alaska Daylight Time)
  -  Alaska (fără insulele Aleutine vestice)

În iarna Alaska folosește fusul orar UTC−9.